# Kim Huybrechts
Kim Huybrechts (* 16. November 1985 in Antwerpen) ist ein belgischer Dartspieler der Professional Darts Corporation (PDC). Sein Spitzname The Hurricane spielt auf seine lautstarken Jubel an.

## Karriere

### 2006–2010: Titel in der WDF
Im April 2006 trat Huybrechts erstmals in einem Profiturnier der Professional Darts Corporation, dem Open Holland, auf. Daraufhin spielte er die meisten Turniere in Belgien und Umgebung der PDC und WDF. Bei den Sunparks Masters im November kam Huybrechts bis ins Viertelfinale. Im Januar 2007 gewann er die Belgische Meisterschaft.
Im April 2007 nahm Huybrechts an zwei Turnieren der PDC Pro Tour teil und kam bei der Antwerp Darts Trophy bis in die dritte Runde. Einen Monat später errang Huybrechts seinen ersten Titel bei der WDF, indem er das Finale des Belgium Gold Cup gewann.
Sein erstes Darts-Major war im November 2007 das World Masters, wo Huybrechts ein Spiel gewinnen konnte. Bei der Antwerp Darts Trophy 2008 kam Huybrechts sogar bis ins Achtelfinale, wofür er unter anderem den ehemaligen Weltmeister Raymond van Barneveld schlagen konnte. Sieben Monate später gewann Huybrechts die Flanders Open.
Beim Belgium Gold Cup 2009 kam Huybrechts bis ins Finale. Sein bis dahin bestes Major-Ergebnis war ein Achtelfinale bei den World Masters, wo er gegen Steve West verlor. Daraufhin nahm er für sein Land am WDF World Cup teil, schied jedoch in der zweiten Runde aus.
Im Juli 2010 kam Huybrechts ins Finale des Belgium Masters, in dem er sich gegen seinen Bruder Ronny Huybrechts geschlagen geben musste. Beim PDPA Players Championship Netherlands 3 kam Huybrechts erstmals in ein Viertelfinale der PDC Pro Tour. Im Oktober 2010 kam ein Finale bei den Flanders Open dazu.

### 2011–2013: Erster PDC-Titel
Ab 2011 nahm Huybrechts regelmäßig an den Turnieren der PDC teil.
Für Aufsehen sorgte Huybrechts dort im Mai, als er das Halbfinale eines Players Championships in Wien erreichte. Auf seinem Weg dorthin schlug er unter anderem namhafte Größen wie Wes Newton und unterlag erst im späteren Turnierverlauf gegen den zweimaligen Weltmeister Adrian Lewis. Dieser erste große Auftritt und einige andere gespielte Turniere sicherten dem Belgier eine Platzierung in den Top 16 der Players Championship Order of Merit und den erstmaligen Einzug in die Weltmeisterschaft. Zuvor war Huybrechts allerdings ebenfalls auch für die European Darts Championship 2011, sein erstes PDC-Major, qualifiziert. Dort gewann er nach einem Sieg über Toni Alcinas erneut gegen Wes Newton und stand damit im Viertelfinale, das er ebenfalls erneut gegen Adrian Lewis verlor.
In der ersten Runde der PDC World Darts Championship 2012 konnte sich Huybrechts gegen Brendan Dolan glatt mit 3:0 durchsetzen.
Auch die zweite Runde überstand Huybrechts nahezu problemlos und konnte James Richardson mit 4:1 besiegen.
Im Achtelfinale traf Huybrechts mit Paul Nicholson auf den ersten hochklassigen Gegner, doch konnte auch diesen mit 4:1 besiegen und stand somit bei seiner ersten WM-Teilnahme auf Anhieb im Viertelfinale. Doch dort unterlag der Belgier dem späteren Finalteilnehmer Andy Hamilton im Modus best of 9 sets mit 2:5. Dennoch konnte sich Huybrechts über ein Turnierpreisgeld von über 25.000£ freuen und stieg in der PDC Order of Merit von Rang 69 auf Rang 44 auf. Huybrechts selbst äußerte anschließend, dass dieses Turnier sein bisher größtes Erlebnis gewesen sei und die gute Leistung Sponsoren motivierte, ihn bei weiteren Veranstaltungen der PDC zu finanzieren.
Daraufhin nahm Huybrechts zusammen mit Kurt van der Rijck erstmals am World Cup of Darts teil und gewann das erste Spiel gegen Schweden, bevor sie gegen Australien verloren.
Im Frühjahr 2012 kam Huybrechts erstmals in ein Pro Tour-Finale, als er beim UK Open Qualifier 1 das Endspiel gegen Wes Newton verlor. Im weiteren Verlauf der PDC Pro Tour 2012 konnte Huybrechts einige Erfolge feiern. Bei den Players Championships 2012 kam er insgesamt sechs Mal ins Viertelfinale und zwei Mal ins Halbfinale. Außerdem nahm er an allen Turnieren der European Darts Tour teil. Bei den Austrian Darts Open verlor er im Achtelfinale gegen den Finalisten des Turniers James Wade. Beim UK Open Qualifier 7 glänzte Huybrechts außerdem mit einem 9-Dart-Finish.
Im Juni nahm Huybrechts daraufhin bei den UK Open 2012 teil und zog ins Achtelfinale ein, in dem er abermals auf Wes Newton traf und im Letzten Leg verlor. Bei den German Darts Championship zwei Wochen später ging es für Huybrechts dann bis ins Viertelfinale. Hier schied er gegen Simon Whitlock aus.
Ende Juli war Huybrechts erstmals für das World Matchplay qualifiziert. Hier verlor er jedoch direkt in der ersten Runde mit 9:11 gegen Terry Jenkins.
Seine bis dahin beste Major-Platzierung erreichte Huybrechts bei der European Darts Championship 2012. Nach Siegen über Vincent van der Voort, Ian White und Raymond van Barneveld hier bis ins Halbfinale. Dies verlor er dann erneut gegen Simon Whitlock, welcher später das Turnier gewann.
Bei seiner ersten World Grand Prix-Teilnahme schied Huybrechts wie beim World Matchplay in der ersten Runde aus. Ende Oktober 2012 konnte er sich aber ebenfalls bei den Dutch Darts Masters bis ins Halbfinale spielen. Erneut war der letzte Gegner der spätere Turniersieger Simon Whitlock.
Bei den Players Championship Finals 2012 glänzte Huybrechts dann mit seiner ersten Finalteilnahme bei einem Major. Erst Phil Taylor konnte ihn im Endspiel mit 11:6 bezwingen. Resultat war aber Platz 27 der PDC Order of Merit, womit er für die PDC World Darts Championship 2013 gesetzt war. Dort enttäuschte er aber mit einer 2:3-Niederlage gegen Scott Rand.
Beim World Cup of Darts 2013 konnte er dann aber direkt sein zweites Major-Finale einfahren. Gemeinsam mit seinem Bruder Ronny setzte man sich zunächst in der Gruppenphase gegen Ungarn durch, bevor man auch Simon Whitlock und Paul Nicholson aus Australien mit 5:1 besiegen konnte. Im Viertelfinale konnten sich dann beide in ihren Einzeln gegen Kroatien durchsetzen und standen damit im Halbfinale. Hier trafen sie auf Jani Haavisto und Jarkko Komula aus Finnland. Kim gewann sein Einzel gegen Ersteren mit 4:1, Ronny verlor jedoch knapp und so mussten sie ins entscheidende Doppel, wo sich die Brüder aus Belgien mit 4:0 durchsetzen konnten. Im Finale kam es dann zum Match gegen England. Ronny verlor zunächst gegen Phil Taylor, Kim konnte jedoch sensationell mit 4:0 gegen Adrian Lewis gewinnen. Beide verloren dann allerdings ihr zweites Einzel und so konnte sich England mit 3:1 durchsetzen.
Im April folgte dann Huybrechts‘ erster Titel auf der PDC Pro Tour. Nachdem er eine Woche zuvor bereits im Endspiel stand, schlug er im Finale des UK Open Qualifier 7 John Part mit 6:2 in Legs. Auch bei den Players Championships war Huybrechts erfolgreich. Im Finale des Players Championship 12 gelang ihm ein Whitewash gegen Kevin Painter. In der darauffolgenden Woche warf er außerdem einen 9-Darter bei der Championship League Darts gegen Paul Nicholson und gewann mit den Dutch Darts Masters gegen Brendan Dolan ebenfalls erstmals einen European-Tour-Titel.
Bei den Majors im Jahr 2013 hatte Huybrechts allerdings außer den genannten weniger Erfolg. Erst beim Grand Slam of Darts 2013
änderte sich dies wieder. Nachdem er knapp mit einem Sieg die Gruppenphase überstand, setzte sich Kim im Achtelfinale mit 10:5 gegen seinen Bruder Ronny durch und zog somit ins Viertelfinale ein, welches er gegen Adrian Lewis verlor.
Bei der PDC World Darts Championship 2014 war Huybrechts als Nummer 12 der Welt gesetzt. Er konnte auch sein erstes Spiel, zufälligerweise wieder gegen seinen Bruder Ronny, gewinnen, schied dann allerdings in Runde zwei -wenn auch erst im letzten Satz- gegen Ian White aus.

### 2014–2017: 9-Darter beim Grand Slam und Premier League
Auf der PDC Pro Tour 2014 erreichte er einmal das Finale, kam aber häufiger unter die Top 8, wie zum Beispiel bei der Gibraltar Darts Trophy. Auch beim World Cup standen die Brüder aus Belgien im Viertelfinale, verloren allerdings gegen die Gewinner Michael van Gerwen und Raymond van Barneveld aus den Niederlanden. Bei den restlichen Majors des Jahres hingegen war wieder regelmäßig in Runde 1 Schluss.
Beim Grand Slam of Darts 2014 hingegen konnte Huybrechts gleich auf zwei Arten auf sich aufmerksam machen. Nach überstandener Gruppenphase gegen Jan Dekker und Darren Webster gewann er das Achtelfinale gegen Alan Norris traf er im Viertelfinale auf die Nummer 1 der Welt und den aktuellen Weltmeister Michael van Gerwen, gegen den er bereits in der Gruppenphase schon einmal verloren hatte. Hier warf er im 21. Leg ein 9-Darter zum 14:7. Huybrechts gewann das Spiel später mit 16:10 und stand damit erstmals im Halbfinale des Turniers. Hier traf er auf Dave Chisnall und musste sich erst im Last-Leg-Decider mit 15:16 geschlagen geben.
Nach diesem Erfolg ging Huybrechts als Nummer 18 der Welt in die PDC World Darts Championship 2015. In der ersten Runde überließ er Mickey Mansell keinen Satz, bevor er in der zweiten Runde erneut auf Ian White traf und dieses Mal selbst im letzten Satz die Nerven behielt. Gegen den späteren Finalisten Phil Taylor verlor Huybrechts jedoch knapp mit 3:4. Er wurde daraufhin allerdings für die Premier League Darts nominiert, die er jedoch als Tabellenletzter in der Judgement Night verließ.
Bei den UK Open 2015 spielte sich Huybrechts ins Achtelfinale. Beim World Cup of Darts schieden die Huybrechts-Brüder dieses Mal im Halbfinale gegen England aus. Dazu kommen vier Finals auf der PDC Pro Tour 2015, unter anderem bei den European Darts Open und dem European Darts Grand Prix, wovon er letzteres in einem engen Finale gegen Peter Wright gewinnen konnte. Außerdem gewann Huybrechts erstmals ein Spiel beim World Grand Prix. Beim Grand Slam of Darts 2015 kam Huybrechts ins Viertelfinale, in welchem er seinen Vorjahreserfolg über Michael van Gerwen nicht wiederholen konnte und mit 4:16 verlor.
Bei der PDC World Darts Championship 2016 konnte sich Huybrechts in der ersten Runde nicht gegen David Pallett durchsetzen und schied mit 2:3 aus. Beim World Cup of Darts kamen die Huybrechts-Brüder erneut ins Halbfinale, scheiterten diesmal aber an den Niederländern.
Auf der PDC Pro Tour 2016 kam Huybrechts siebenmal ins Halbfinale, davon viermal auf der European Darts Tour 2016. Bei den International Darts Open kam er außerdem ins Finale, in dem er knapp gegen Mensur Suljović verlor.
Anfang Oktober 2016 kam Huybrechts nach Siegen über Ian White und Stephen Bunting beim World Grand Prix 2016 ins Viertelfinale. Dort musste er sich Gary Anderson mit 1:3 geschlagen geben. Im November folgte eine erstmalige Teilnahme bei den World Series of Darts Finals sowie eine Viertelfinalteilnahme bei den Players Championship Finals.
Bei der PDC World Darts Championship 2017 gelangen Huybrechts zwei zu-null-Siege über James Wilson und Max Hopp, bevor er im Achtelfinale an Phil Taylor scheiterte.
Bei den UK Open 2017 kam Huybrechts erstmals bis ins Viertelfinale. Bei seiner zweiten Premier-League-Teilnahme schied er wieder als Tabellenletzter aus. Dafür kam er auf der PDC Pro Tour in diesem Jahr zweimal ins Finale und warf einen 9-Darter. Beim World Cup of Darts ging es für die Huybrechts-Brüder zum dritten Mal in Folge bis ins Halbfinale. Sie schieden jedoch gegen Wales aus. Die anderen Majors waren jedoch wieder nicht erfolgreich für Huybrechts. Auch bei der PDC World Darts Championship 2018 musste er sich in der ersten Runde geschlagen geben, nachdem er gegen James Richardson verlor.

### 2018 bis heute: Ausbleiben der Erfolge
2018 waren für Huybrechts weniger Erfolge zu verzeichnen. Ein paar Mal kam er ins Halbfinale, so wie auch erneut beim World Cup of Darts, bevor er und erstmals Dimitri Van den Bergh gegen die Niederlande verloren. Allerdings gewann Huybrechts erstmals ein Spiel beim World Matchplay. Im Last-Leg-Decider bezwang er John Henderson, bevor er in der zweiten Runde gegen Peter Wright verlor.
Die PDC World Darts Championship 2019 begann für Huybrechts als Nummer 21 der Welt in der zweiten Runde, wo er keinen Satz an Daniel Larsson abgab. Selbes tat jedoch Dave Chisnall mit ihm in der dritten Runde.
Die PDC Pro Tour 2019 war die bis dahin Erfolgloseste für Huybrechts. Lediglich ein Viertelfinale konnte er erreichen. Auch beim World Cup of Darts kam Belgien erstmals wieder nicht ins Halbfinale. Bereits im Viertelfinale schied man gegen Schottland aus. Erstmals war Huybrechts auch nicht für das World Matchplay und den World Grand Prix qualifizieren.
Auch bei der PDC World Darts Championship 2020 war Huybrechts erstmals nicht gesetzt. In der ersten Runde gewann er mit 3:2 gegen Geert Nentjes. Einen Tag später konnte er sich ohne Satzverlust gegen Rob Cross durchsetzen. Auch in der dritten Runde gewann Huybrechts, diesmal mit 4:2 gegen Danny Noppert. Erst im Achtelfinale schied er gegen Luke Humphries aus.
Auf der PDC Pro Tour 2020 kam Huybrechts zweimal bis ins Halbfinale. Ebenso gelang ihm und Dimitri Van den Bergh dies wieder beim World Cup of Darts, als sie gegen England verloren. Er qualifizierte sich auch wieder für den World Grand Prix und kam in die zweite Runde, wo er gegen den späteren Turniersieger Gerwyn Price verlor.
Bei der PDC World Darts Championship 2021 gab Huybrechts in der ersten Runde gegen Zhuang Di kein Leg ab. Auch in der zweiten Runde gewann er, indem er Ian White mit 3:1 schlug. In der dritten Runde schied er gegen Ryan Searle mit 2:4 aus.
Am 8. Juli 2021 spielte er beim Players Championship 20 gegen Dirk van Duijvenbode einen 9-Darter. Beim World Cup siegten die Belgier souverän zu Beginn gegen Griechenland, scheiterten im Achtelfinale aber klar an Österreich. Über den Qualifier schaffte es Huybrechts 2021 abermals zu den World Series Finals, wobei er im Viertelfinale von Landsmann Dimitri Van den Bergh knapp mit 8:10 bezwungen wurde.
Gerade so an Position 32 gesetzt ging Huybrechts in die PDC-Weltmeisterschaft 2022. Dort konnte er Steve Beaton zu Beginn mit 3:1 ausschalten. Im Sudden-Death-Leg unterlag er dann in der dritten Runde nach starker Leistung Titelverteidiger Gerwyn Price.
Beim World Cup 2022 ging es erneut ins Viertelfinale. Nach längerer Zeit war er auch wieder beim World Matchplay mit dabei. Hierbei war nach der Auftaktpartie Schluss. Ebenso verhielt es sich beim World Grand Prix.
Bei der PDC World Darts Championship 2023 war Huybrechts gesetzt und bekam er es zum Auftakt mit dem Südafrikaner Grant Sampson zu tun, den er klar bezwingen konnte. Anschließend gelang ihm mit einem Sieg über Titelverteidiger Peter Wright ein Coup. Im Achtelfinale musste sich Huybrechts schließlich seinem Landsmann Van den Bergh geschlagen geben. Im weiteren Verlauf des Jahres konnte er seinen zweiten Titel bei einem Players Championship feiern. Beim World Cup of Darts 2023 kam das belgische Team bis ins Halbfinale, obwohl es offenkundig Streitigkeiten zwischen Huybrechts und Van den Bergh gab. Dort scheiterte man an Wales. Wenig erfolgreich verlief erneut seine Teilnahme am World Matchplay 2023. Wieder einmal schied er in Runde 1 aus.
Bei der PDC World Darts Championship 2024 zeigte sich Huybrechts in schwacher Form und verlor gegen Richard Veenstra ohne einen einzigen Leggewinn. Später im Jahr zog er sich bei einer Auseinandersetzung nach einem Fußballspiel, das er als Zuschauer besucht hatte, einen Schlüsselbeinbruch zu. Dennoch entschied er sich beim wenige Zeit später stattfindenden World Cup of Darts 2024 teilzunehmen und erreichte mit Van den Bergh erneut das Halbfinale. Bei den Czech Darts Open 2024 war Huybrechts als Nachrücker ins Turnier gekommen und erreichte überraschend das Finale, das er allerdings klar verlor.

## Weltmeisterschaftsresultate

### PDC
- 2012: Viertelfinale (2:5-Niederlage gegen  Andy Hamilton)
- 2013: 1. Runde (2:3-Niederlage gegen  Scott Rand)
- 2014: 2. Runde (3:4-Niederlage gegen  Ian White)
- 2015: Achtelfinale (3:4-Niederlage gegen  Phil Taylor)
- 2016: 1. Runde (2:3-Niederlage gegen  David Pallett)
- 2017: Achtelfinale (2:4-Niederlage gegen  Phil Taylor)
- 2018: 1. Runde (0:3-Niederlage gegen  James Richardson)
- 2019: 3. Runde (0:4-Niederlage gegen  Dave Chisnall)
- 2020: Achtelfinale (1:4-Niederlage gegen  Luke Humphries)
- 2021: 3. Runde (2:4-Niederlage gegen  Ryan Searle)
- 2022: 3. Runde (3:4-Niederlage gegen  Gerwyn Price)
- 2023: Achtelfinale (0:4-Niederlage gegen  Dimitri Van den Bergh)
- 2024: 2. Runde (0:3-Niederlage gegen  Richard Veenstra)
- 2025: 1. Runde (1:3-Niederlage gegen  Keane Barry)

## Turnierergebnisse
| Turnier                                    | 2007                       | 2008                       | 2009                       | 2010                       | 2011                           | 2012                           | 2013                           | 2014                           | 2015                           | 2016                           | 2017                           | 2018                           | 2019                           | 2020                           | 2021                           | 2022                           | 2023                           | 2024                           | 2025                           |
| ------------------------------------------ | -------------------------- | -------------------------- | -------------------------- | -------------------------- | ------------------------------ | ------------------------------ | ------------------------------ | ------------------------------ | ------------------------------ | ------------------------------ | ------------------------------ | ------------------------------ | ------------------------------ | ------------------------------ | ------------------------------ | ------------------------------ | ------------------------------ | ------------------------------ | ------------------------------ |
| BDO-Major-Turniere                         |                            |                            |                            |                            |                                |                                |                                |                                |                                |                                |                                |                                |                                |                                |                                |                                |                                |                                |                                |
| World Masters                              | 2R                         | 2R                         | AF                         | 2R                         | nicht teilgenommen             | nicht teilgenommen             | nicht teilgenommen             | nicht teilgenommen             | nicht teilgenommen             | nicht teilgenommen             | nicht teilgenommen             | nicht teilgenommen             | nicht teilgenommen             | n/a                            | Verband insolvent              | Verband insolvent              | Verband insolvent              | Verband insolvent              | Verband insolvent              |
| WDF-Platin-/Major-Turniere                 |                            |                            |                            |                            |                                |                                |                                |                                |                                |                                |                                |                                |                                |                                |                                |                                |                                |                                |                                |
| WDF Europe Cup                             | n/a                        | n/t                        | n/a                        | 2R                         | n/a                            | n/t                            | n/a                            | n/t                            | n/a                            | n/t                            | n/a                            | n/t                            | n/a                            | n/t                            | n/a                            | n/t                            | n/a                            | n/t                            | n/a                            |
| PDC-Ranking-Turniere                       |                            |                            |                            |                            |                                |                                |                                |                                |                                |                                |                                |                                |                                |                                |                                |                                |                                |                                |                                |
| Weltmeisterschaft                          | nicht teilgenommen         | nicht teilgenommen         | nicht teilgenommen         | nicht teilgenommen         | n/q                            | VF                             | 1R                             | 2R                             | AF                             | 1R                             | AF                             | 1R                             | 3R                             | AF                             | 3R                             | 3R                             | AF                             | 2R                             | 1R                             |
| World Masters                              | nicht ausgetragen          | nicht ausgetragen          | nicht ausgetragen          | nicht ausgetragen          | nicht ausgetragen              | nicht ausgetragen              | nicht ausgetragen              | nicht ausgetragen              | nicht ausgetragen              | nicht ausgetragen              | nicht ausgetragen              | nicht ausgetragen              | nicht ausgetragen              | nicht ausgetragen              | nicht ausgetragen              | nicht ausgetragen              | nicht ausgetragen              | nicht ausgetragen              | VR                             |
| UK Open                                    | nicht teilgenommen         | nicht teilgenommen         | nicht teilgenommen         | nicht teilgenommen         | nicht teilgenommen             | AF                             | 4R                             | 4R                             | AF                             | AF                             | VF                             | AF                             | 5R                             | 5R                             | 4R                             | 4R                             | 5R                             | 4R                             | 4R                             |
| World Matchplay                            | nicht teilgenommen         | nicht teilgenommen         | nicht teilgenommen         | nicht teilgenommen         | n/q                            | 1R                             | 1R                             | 1R                             | 1R                             | 1R                             | 1R                             | AF                             | nicht qualifiziert             | nicht qualifiziert             | nicht qualifiziert             | 1R                             | 1R                             | n/q                            | n/q                            |
| World Grand Prix                           | nicht teilgenommen         | nicht teilgenommen         | nicht teilgenommen         | nicht teilgenommen         | n/q                            | 1R                             | 1R                             | 1R                             | AF                             | VF                             | 1R                             | 1R                             | n/q                            | AF                             | n/q                            | 1R                             | n/q                            | n/q                            |                                |
| European Championship                      | n/a                        | nicht qualifiziert         | nicht qualifiziert         | nicht qualifiziert         | VF                             | HF                             | 1R                             | AF                             | AF                             | 1R                             | 1R                             | n/q                            | n/q                            | 1R                             | 1R                             | nicht qualifiziert             | nicht qualifiziert             | nicht qualifiziert             |                                |
| Grand Slam                                 | kein Ranking-Turnier       | kein Ranking-Turnier       | kein Ranking-Turnier       | kein Ranking-Turnier       | kein Ranking-Turnier           | kein Ranking-Turnier           | kein Ranking-Turnier           | kein Ranking-Turnier           | VF                             | nicht qualifiziert             | nicht qualifiziert             | nicht qualifiziert             | nicht qualifiziert             | nicht qualifiziert             | nicht qualifiziert             | nicht qualifiziert             | nicht qualifiziert             | nicht qualifiziert             |                                |
| Players Championship Finals                | n/a                        | n/a                        | n/t                        | n/t                        | n/q                            | F                              | 1R                             | 1R                             | 1R                             | VF                             | 1R                             | 1R                             | 1R                             | 1R                             | 1R                             | 2R                             | AF                             | 2R                             |                                |
| PDC-Turniere ohne Einfluss auf das Ranking |                            |                            |                            |                            |                                |                                |                                |                                |                                |                                |                                |                                |                                |                                |                                |                                |                                |                                |                                |
| The Masters                                | nicht ausgetragen          | nicht ausgetragen          | nicht ausgetragen          | nicht ausgetragen          | nicht ausgetragen              | nicht ausgetragen              | AF                             | AF                             | n/q                            | VF                             | AF                             | AF                             | nicht qualifiziert             | nicht qualifiziert             | nicht qualifiziert             | nicht qualifiziert             | nicht qualifiziert             | nicht qualifiziert             | n/a                            |
| Premier League                             | nicht eingeladen           | nicht eingeladen           | nicht eingeladen           | nicht eingeladen           | nicht eingeladen               | nicht eingeladen               | nicht eingeladen               | nicht eingeladen               | 10.                            | n/t                            | 10.                            | nicht eingeladen               | nicht eingeladen               | nicht eingeladen               | nicht eingeladen               | nicht eingeladen               | nicht eingeladen               | nicht eingeladen               | nicht eingeladen               |
| World Cup                                  | nicht ausgetragen          | nicht ausgetragen          | nicht ausgetragen          | n/t                        | n/a                            | VF                             | F                              | VF                             | HF                             | HF                             | HF                             | HF                             | VF                             | HF                             | AF                             | VF                             | HF                             | HF                             | n/t                            |
| Championship League Darts                  | n/a                        | n/t                        | n/t                        | n/t                        | n/q                            | n/q                            | 6.                             | nicht ausgetragen              | nicht ausgetragen              | nicht ausgetragen              | nicht ausgetragen              | nicht ausgetragen              | nicht ausgetragen              | nicht ausgetragen              | nicht ausgetragen              | nicht ausgetragen              | nicht ausgetragen              | nicht ausgetragen              | nicht ausgetragen              |
| World Series Finals                        | nicht ausgetragen          | nicht ausgetragen          | nicht ausgetragen          | nicht ausgetragen          | nicht ausgetragen              | nicht ausgetragen              | nicht ausgetragen              | nicht ausgetragen              | n/q                            | AF                             | nicht qualifiziert             | nicht qualifiziert             | nicht qualifiziert             | nicht qualifiziert             | VF                             | nicht qualifiziert             | nicht qualifiziert             | nicht qualifiziert             |                                |
| Grand Slam                                 | nicht qualifiziert         | nicht qualifiziert         | nicht qualifiziert         | nicht qualifiziert         | nicht qualifiziert             | nicht qualifiziert             | VF                             | HF                             | Ranking-Turnier                | Ranking-Turnier                | Ranking-Turnier                | Ranking-Turnier                | Ranking-Turnier                | Ranking-Turnier                | Ranking-Turnier                | Ranking-Turnier                | Ranking-Turnier                | Ranking-Turnier                | Ranking-Turnier                |
| Karrierestatistiken                        |                            |                            |                            |                            |                                |                                |                                |                                |                                |                                |                                |                                |                                |                                |                                |                                |                                |                                |                                |
| Platzierung am Jahresende                  | unbekannt                  | unbekannt                  | unbekannt                  | 162                        | 69                             | 27                             | 12                             | 18                             | 12                             | 13                             | 18                             | 21                             | 41                             | 39                             | 32                             | 31                             | 31                             | 41                             |                                |
| Verband                                    | British Darts Organisation | British Darts Organisation | British Darts Organisation | British Darts Organisation | Professional Darts Corporation | Professional Darts Corporation | Professional Darts Corporation | Professional Darts Corporation | Professional Darts Corporation | Professional Darts Corporation | Professional Darts Corporation | Professional Darts Corporation | Professional Darts Corporation | Professional Darts Corporation | Professional Darts Corporation | Professional Darts Corporation | Professional Darts Corporation | Professional Darts Corporation | Professional Darts Corporation |

| Legende zu den Turnierergebnissen | Legende zu den Turnierergebnissen | Legende zu den Turnierergebnissen | Legende zu den Turnierergebnissen | Legende zu den Turnierergebnissen | Legende zu den Turnierergebnissen | Legende zu den Turnierergebnissen | Legende zu den Turnierergebnissen | Legende zu den Turnierergebnissen | Legende zu den Turnierergebnissen |
| --------------------------------- | --------------------------------- | --------------------------------- | --------------------------------- | --------------------------------- | --------------------------------- | --------------------------------- | --------------------------------- | --------------------------------- | --------------------------------- |
| n/t                               | nicht teilgenommen                | n/q                               | nicht qualifiziert                | n/a                               | nicht ausgetragen                 | #R                                | Aus in jeweiliger Runde           | GP                                | Aus in der Gruppenphase           |
| AF                                | Achtelfinalist                    | VF                                | Viertelfinalist                   | HF                                | Halbfinalist                      | F                                 | Turnierfinalist                   | S                                 | Turniersieger                     |

## Titel

### BDO
- Weitere
  - 2008: Flanders Open

### PDC
- Pro Tour
  - Players Championships
    - Players Championships 2013: 12
    - Players Championships 2023: 3

  - UK Open Qualifiers
    - UK Open Qualifiers 2013: 7

  - European Darts Tour
    - European Darts Tour 2013: (1) Dutch Darts Masters
    - European Darts Tour 2015: (1) European Darts Grand Prix

### Andere
- 2007: Belgium National Championships
- 2011: Oost Vlaanderen, Open Venlo

## Privates
Huybrechts Bruder, Ronny, ist ebenfalls Profidartspieler. Bei der PDC WM 2014 mussten die beiden in der 1. Runde gegeneinander antreten. Kim bezwang seinen Bruder mit 3:1.